# Maria Weenix
Maria Weenix (Amsterdam, 31 d'agost de 1697 – Amsterdam, 29 de desembre de 1774), fou una pintora neerlandesa del segle xviii.

## Biografia
Segons el Rijksbureau voor Kunsthistorische Documentatie va ser filla del pintor Jan Weenix, qui li va ensenyar a pintar.
És coneguda en la literatura com «Juffrouw Weeniks» i va ser admirada en el seu temps pels seus bodegons de flors.Ella acompanyava el seu pare a la cort de l'elector palatíJohann Wilhelm, on va entrar en contacte amb les obres de les pintores del seu mateix tema Rachel Ruysch, Adriana Spilberg, i Jacoba Maria van Nickelen.